# 蛩蠊
蛩蠊，是蛩蠊科（Grylloblattidae）的無翅昆蟲。它們生活在高山上的寒冷地區，并不能在20℃以上的环境中生存。其外觀令發現的科學家感到疑惑。第一個被命名的物種北美蛩蠊 ( Grylloblatta campodeiformis ) ，其學名意即「像雙尾蟲的蟋蟀蟑螂」。它們大多是夜間活動的，並以碎屑為食物。它們有長的觸角及尾鬚，但沒有翅膀。其最近親是螳䗛目。
蛩蠊目下只有一個蛩蠊亞目和一個蛩蠊科，共有5個屬及30個物種。

## 下属分类
本科包括以下属：
- 東蛩蠊屬 Galloisiana Caudell, 1924
- 蛩蠊屬 Grylloblatta Walker, 1914
- 西蛩蠊屬 Grylloblattella Storozhenko, 1988
- 蛄蛩蠊屬 Grylloblattina Bei-Bienko, 1951
- 南宮蛩蠊屬 Namkungia Storozhenko & Park, 2002
- Permadax Aristov, 2004

## 生活史
成蟲的交尾時間可持續4小時，交尾後雌蟲要等待數月才會產卵，並將卵產在腐木、苔癬、石縫或土壤中。若蟲期長達5年以上，期間須蛻皮9次。

## 分布
蛩蠊科成員分布於北美洲、東亞及東北亞的寒冷地區，如亞高山帶的落葉林、山區及溶洞中。